# 加藤秀俊
加藤 秀俊（かとう ひでとし、1930年（昭和5年）4月26日 - 2023年（令和5年）9月20日）は、日本の社会学者。社会・思想・文化評論家。
長男加藤文俊は慶應義塾大学教授。
東京商大（現・一橋大学）で社会学を学び、丸山眞男らの「思想の科学研究会」に参加。1954年渡米し、社会学者デイヴィッド・リースマンから大衆社会論の指導を受けた。その間『中間文化』（1957年）を発表。同年、社会心理学を土台にした理論「マス・コミュニケーション」を提唱。
以後『人間関係』（1966年）、『空間の社会学』（1976年）など、日常生活のありふれた現象から、社会の隠された構造を露わにする方法で、多彩な研究活動を展開。

## 経歴
1930年、東京府豊多摩郡渋谷町に生まれ、東京府東京市渋谷区および世田谷区下北沢で育つ。仙台陸軍幼年学校（敗戦で閉校）、旧制東京都立第六中学校（現：東京都立新宿高等学校）4年修了を経て、1953年（昭和28年）東京商科大学（現：一橋大学）を卒業（南博ゼミナール）。南は、歌舞伎関係者と「伝統芸術の会」を作って研究を行っており、歌舞伎の観客調査や、歌舞伎の脚本の内容分析などを行い、同大大学院研究科に進学も中退した。
大学時代、辰濃和男は大学の語学クラスの同級生であった。また伊東光晴らと共に新聞部で『一橋新聞』の編集に携わる。また、南が創設者の一人であった「思想の科学研究会」にも入会。またアルバイトで『映画評論』の編集も行い、佐藤忠男と知り合う。
大学卒業後は、青蘭女子商業高等学校で教鞭（西洋史）を執った後、1953年（昭和28年）京都大学人文科学研究所助手採用試験を受験。面接の結果は松尾尊兊（後に京大教授）に次ぐ第2位で不合格のはずであったが、松尾の健康上の問題等から助手に採用された。
1954年、ハーバード大学に留学。ヘンリー・キッシンジャー、デイヴィッド・リースマンらに師事した。1955年、リースマンの転勤にともなってシカゴ大学へ移った。1959年には、スタンフォード大学コミュニケーション研究所研究員になり、ウィルバー・シュラムのもと「国際コミュニケーション」の研究を行った。同年帰国するが4年後の1963年（昭和38年）から1年間、交換教授としてアイオワ州グリネル大学で教鞭を執る。そこでの一年の経験は『アメリカの小さな町から』という本にまとめられている。
1964年には小松左京、梅棹忠夫らと共に『「万国博」を考える会』を結成し、大阪万博のテーマや理念を検討。1967年（昭和42年）にはモントリオール万国博覧会を視察。小松、粟津潔、泉眞也らと、万国博の娯楽施設のプランも作った。
1967年（昭和42年）には、梅棹忠夫、小松左京、林雄二郎、川添登と「未来学研究会」を結成。1967年（昭和42年）、中山伊知郎を会長に「日本未来学会」を結成し、1970年（昭和45年）には「国際未来学会議」を日本で開催した。
1969年（昭和44年）1月京都大学教育学部助教授（比較教育学）に就任したが、翌1970年（昭和45年）大学紛争で京大を辞職。同年ハワイ大学東西文化センターのコミュニケーション研究所創設に伴い、同所長就任要請を受けるが断り、行政的義務や時間的拘束のない同研究所の高等研究員に就任。
1971年（昭和46年）から1974年（昭和49年）にかけては今西錦司に誘われ、東レがスポンサーの「環境問題研究会」に藤井隆、東畑精一、松本重治らと参加。研究成果は『人類とその環境』（講談社）にまとめられた。また、今和次郎が1972年（昭和47年）「日本生活学会」を創立すると川添登らと共に発起人として参加した。
また、1974年（昭和49年）、永井道雄が三木内閣の文部大臣に就任すると、私的諮問機関として「文明問題懇談会」が組織された。座長は桑原武夫、そして世話役は中根千枝と加藤。他に、藤井隆、中村元、梅棹忠夫、梅原猛、吉川幸次郎、ドナルド・キーンらが参加。その討議の内容は『歴史と文明の探求』上下二巻（中央公論社）にまとめられた。1976年には東洋大学に学位論文を提出して社会学博士号を取得。
その後は学習院大学教授、放送大学教授、中部大学教授・理事・学監・中部高等学術研究所所長・顧問、国際交流基金日本語国際センター所長、日本育英会（現日本学生支援機構）会長、日本ユネスコ国内委員会副委員長などをつとめた。
2023年9月20日、東京都の病院で病気のため死去。93歳没。

### 職歴
- 1953年 - 1969年 京都大学人文科学研究所日本部助手
- 1954年 ハーバード大学大学院特別研究生（ロックフェラー財団研究員）
- 1955年 シカゴ大学大学院特別研究生（ロックフェラー財団研究員）
- 1959年 スタンフォード大学コミュニケーション研究所研究員
- 1963年 アイオワ州立大学客員教授
- 1967年 ケント大学客員教授
- 1969年 - 1970年 京都大学教育学部助教授
- 1971年 - 1974年 ハワイ大学東西文化センター高等研究員 (Senior fellow)
- 1974年 - 1984年 学習院大学法学部教授
- 1976年 - 1979年 同大東洋文化研究所所長
- 1980年 香港中文大学客員教授
- 1984年 - 1988年 放送大学教授
- 1988年 - 1996年 同大客員教授
- 1988年 - 1996年 放送教育開発センター（現メディア教育開発センター）所長
- 1996年 - 2001年 中部大学中部高等学術研究所所長
- 1996年 - 2005年 国際交流基金日本語国際センター所長
- 2002年 - 2004年 日本育英会（現独立行政法人日本学生支援機構）会長

## 受賞・栄典
- 1989年（平成元年）：外務大臣賞を受賞。
- 1996年（平成8年）：郵政大臣賞を受賞。

## 関連
- 「音読みには漢字を、訓読みにはひらがなを使う」という原則のもと、漢字を多用しないため、文章にはひらがなが目立つ。その理由や表記の方針については、著書『自己表現』『なんのための日本語』（各・中公新書）に詳しい。
- 世界料理大賞（日本テレビ、1983年、1988年）- 第1回、第2回とも審査委員長を務めた。

## 著書

### 単著
- 『マス・コミュニケイション』（大日本雄弁会講談社［ミリオンブックス］ 1957年）。新書判
- 『中間文化』（平凡社 1957年）
- 『テレビ時代』（中央公論社・中央公論文庫 1958年）。文庫判
- 『眼と耳の世界』（朝日新聞社 1962年）
- 『整理学――忙しさからの解放』（中央公論社［中公新書］1963年）、以下略
- 『見世物からテレビへ』（岩波書店［岩波新書］1965年、新版2002年）
- 『アメリカの思想』（日本放送出版協会［NHKブックス］1965年）
- 『アメリカの小さな町から』（朝日新聞社 1965年／朝日選書 1977年）
- 『人間関係――理解と誤解』（中公新書 1966年）
- 『アメリカ人―その文化と人間形成』（講談社現代新書 1967年）
- 『人間開発――労働力から人材へ』（中公新書 1968年）
- 『比較文化への視角』（中央公論社［中公叢書］1968年）、以下略
- 『都市と娯楽』（鹿島出版会 1969年）
- 『イギリスの小さな町から』（朝日新聞社 1969年／朝日選書 1974年）
- 『生きがいの周辺』（文藝春秋 1970年／文春文庫 1978年）
- 『自己表現――文章をどう書くか』（中公新書 1970年）
- 『日本の視聴覚文化 発想の諸形式』（東芝教育技法研究会［TETA新書］ 1971年）
- 『暮しの思想』（中央公論社 1971年／中公文庫 1976年、改版2011年）
- 『生活考 くらしをかんがえる』（文化出版局 1971年／角川文庫 1980年）
- 『南アジア旅行記』（日本交通公社 1971年）
- 『文化とコミュニケイション』（思索社 1971年、増訂版1977年）
- 『情報行動』（中公新書 1972年）
- 『続・暮しの思想』（中央公論社 1973年／中公文庫 1977年）
- 『日常性の社会学』（文化出版局 1974年／角川文庫 1979年）
- 『ホノルルの街かどから』（中央公論社 1974年／中公文庫 1979年）
- 『独学のすすめ――現代教育考』（文藝春秋 1975年／文春文庫 1978年／ちくま文庫 2009年）
- 『取材学――探究の技法』（中公新書 1975年）
- 『日本人の周辺』（講談社現代新書 1975年）
- 『空間の社会学』（中公叢書 1976年）
- 『メディアの周辺』（文藝春秋 1976年）
- 『明治・大正・昭和食生活世相史』（柴田書店 1977年）
- 『習俗の社会学』（PHP研究所 1978年／角川文庫 1981年／PHP文庫 1991年）
- 『食の社会学』（文藝春秋 1978年）
- 『文芸の社会学』（PHP研究所 1979年／PHP文庫 1989年）
- 『企画の技法』（中公新書 1980年）
- 『衣の社会学』（文藝春秋 1980年）
- 『一年諸事雑記帳』（文春文庫 1981年）
- 『「東京」の社会学』（PHP研究所 1982年／PHP文庫 1990年）
- 『生活リズムの文化史』（講談社現代新書 1982年）
- 『新・旅行用心集』（中公新書 1982年）
- 『組織と情報の文明論』（PHP研究所 1982年）
- 『にっぽん遊覧記』（文藝春秋 1982年）
- 『わが師・わが友――ある同時代史』（中央公論社 1982年）
- 『比較文化への視角』（中公叢書 1983年）
- 『技術の社会学』（PHP研究所 1983年）
- 『余暇の社会学』（PHP研究所 1984年／PHP文庫 1988年）
- 『紀行を旅する』（中央公論社 1984年／中公文庫 1987年）
- 『子どもの文化史 現代人が子どもから学ぶ基礎知識』（チャイルド本社 1984年）
- 『パチンコと日本人』（講談社現代新書 1984年）
- 『一世紀の肖像 榊田喜三翁伝』（京都信用金庫 1984年）
- 『文化の社会学』（PHP研究所 1985年）
- 『電子時代の整理学――事務機器を点検する』（中公新書 1985年）
- 『比較経済・経営・社会――多様化する組織のなかで』（放送大学教育振興会 1986年）
- 『家庭の本質』（放送大学教育振興会 1986年）
- 『地域社会学』（放送大学教育振興会 1987年）
- 『地域と生活』（放送大学教育振興会 1987年）
- 『時間意識の社会学――時間とどうつきあうか』（PHP研究所 1987年）
- 『人生にとって組織とはなにか』（中公新書 1990年）
- 『「見物」の精神』（PHP研究所 1990年）
- 『人生のくくり方―折目・節目の社会学』（NHKブックス 1995年）
- 『暮らしの世相史―かわるもの、かわらないもの』（中公新書 2002年）
- 『多文化共生のジレンマ―グローバリゼーションのなかの日本』（明石書店 2004年）
- 『なんのための日本語』（中公新書 2004年）
- 『隠居学 おもしろくてたまらないヒマつぶし』（講談社 2005年／講談社文庫 2011年）
- 『世間にまなぶ 歴史社会学雑纂』（中央公論新社 2006年）
- 『続 隠居学』（講談社 2007年）
- 『メディアの発生 聖と俗をむすぶもの』（中央公論新社 2009年）
- 『常識人の作法』（講談社 2010年）
- 『メディアの展開 情報社会学からみた「近代」』（中央公論新社 2015年）
- 『社会学――わたしと世間』（中公新書 2018年）
- 『九十歳のラブレター』（新潮社 2021年／新潮文庫 2024年）

### 共著
- （米山俊直）『北上の文化―新・遠野物語―』（社会思想社 1963年）
- （小松左京編著、小松左京・川喜田二郎・川添登共著）『シンポジウム未来計画』（講談社 1967年）
- （吉田民人・竹内郁郎）『社会的コミュニケーション』（培風館 1968年）
- （前田愛）『明治メディア考』（中央公論社, 1980年／中公文庫, 1983年／河出書房新社, 2008年）

### 著作集
- 『加藤秀俊著作集』（全12巻、中央公論社, 1980-1981年）
  - 1巻「探求の技法」
  - 2巻「人間関係」
  - 3巻「世相史」
  - 4巻「大衆文化論」
  - 5巻「時間と空間」
  - 6巻「世代と教育」
  - 7巻「生活研究」
  - 8巻「比較文化論」
  - 9巻「情報と文明」
  - 10巻「人物と人生」
  - 11巻「旅行と紀行」
  - 12巻「アメリカ研究」
- 『加藤秀俊社会学選集』（上・下、人文書院, 2016年）

### 編著
- 『新しいアメリカ』（日本放送出版協会, 1963年）
- 『明治・大正・昭和世相史』（社会思想社, 1967年、新版1980年）
- Japanese Popular Culture: Studies in Mass Communication and Cultural Change, (Greenwood Press, 1973).
- 『アメリカ歴史技術博物館――フロンティアとアメリカの文明』（講談社, 1978年）
- 『紛争の研究』（農山漁村文化協会, 1979年）
- 『人間と社会』（放送大学教育振興会, 1985年）
- 『比較経済・経営・社会――多様化する組織のなかで』（放送大学教育振興会, 1986年）
- 『家庭の本質』（放送大学教育振興会, 1986年）
- 『日本の環境教育』（河合出版, 1991年）
- 『企業と自然環境』（総合法令, 1992年）
- 『企業と文化』（総合法令, 1993年）

### 共編著
- （大橋健三郎・斎藤眞）『講座 アメリカの文化（全6巻）』（南雲堂, 1969年-1972年）
- （針生一郎）『参加する大衆』（学研, 1970年）
- （太田武男・井上忠司）『家族問題文献集成――戦後家族問題研究の歩み』（京都大学人文科学研究所, 1970年-1972年）
- （桑原武夫・中根千枝）『歴史と文明の探求――文明問題懇談会全記録（上・下）』（中央公論社, 1976年）
- （小松左京）『学問の世界――碩学に聞く』（講談社現代新書（上・下）, 1978年／講談社学術文庫（抄版）, 2002年）
- （菊竹清訓）『都市の研究』（放送大学教育振興会, 1988年）
- Handbook of Japanese Popular Culture, co-edited with Richard Gid Powers, (Greenwood Press, 1989).
- （亀井俊介）『日本とアメリカ――相手国のイメージ研究』（日本学術振興会, 1991年）
- （熊倉功夫）『外国語になった日本語の事典』（岩波書店, 1999年）
- （林雄二郎）『フィランソロピーの橋――こころ豊かな社会を築くために』（TBSブリタニカ, 2000年）

### 訳書
- ウォルフェンスタイン＝ライツ『映画の心理学』 加藤隆江共訳（みすず書房 (現代科学叢書) , 1956年）
- マーガレット・ミード『男性と女性――移りゆく世界における両性の研究』田中寿美子共訳（東京創元社（上・下）, 1961年、新版「現代社会科学叢書」, 1968年）
- デイヴィッド・リースマン『孤独な群衆』（みすず書房, 1964年、新版1978年、改訂版「始まりの本」（上下）, 2013年）
- デイヴィッド・リースマン『現代論集（2）何のための豊かさ』（みすず書房, 1968年）
- デイヴィッド・リースマン/イーヴリン・リースマン『日本日記』鶴見良行共訳（みすず書房, 1969年）
- B・F・スキナー『自由への挑戦――行動工学入門』（番町書房, 1972年）
- ジョージ・マイクス『偽善の季節　豊かさにどう耐えるか』（ダイヤモンド社, 1972年）
- バーナード・ルドフスキー『みっともない人体』（多田道太郎共訳、鹿島出版会, 1979年）
- ジョージ・マイクス『金持学入門　豊かさにどう耐えるか』（ダイヤモンド社, 1985年）
- ジョージ・マイクス『貧乏学入門　貧しさをどう楽しむか』（ダイヤモンド社, 1985年）